# فابیو کاردوزو
فابیو کاردوزو (انگلیسی: Fábio Cardoso؛ زادهٔ ۱۹ آوریل ۱۹۹۴) بازیکن فوتبال اهل پرتغال است.
از باشگاه‌هایی که در آن بازی کرده‌است می‌توان به باشگاه فوتبال پاسوژ د فریرا و باشگاه فوتبال رنجرز اشاره کرد.
وی همچنین در تیم‌های ملی فوتبال زیر ۱۵ سال پرتغال، زیر ۱۶ سال پرتغال، زیر ۱۷ سال پرتغال، زیر ۱۸ سال پرتغال، زیر ۱۹ سال پرتغال، و زیر ۲۰ سال پرتغال بازی کرده‌است.

## تیم ملی
کاردوزو بازیکن پرتغال در مسابقات قهرمانی فوتبال زیر ۱۹ سال اروپا در سال ۲۰۱۳ بود.
کاردوزو همچنین در مسابقات تولون ۲۰۱۴ نماینده پرتغال در رده سنی زیر ۲۰ سال بود.